# Unitat de control de càmera
La unitat de control de càmera (en anglès camera control unit, CCU) és la part d'un circuit tancat de televisió  de múltiples càmeres professionals. Està instal·lada a la sala de control i producció, i permet controlar tots els senyals de vídeo captats per les diferents càmeres situades en el plató de televisió o a l'exterior d'una unitat mòbil.

## Motius d'ús
- Cada càmera dona valors diferents, als senyals de vídeo captats, encara que siguin del mateix model. Per obtenir una correcta realització de tots ells, es corregeixen tots els senyals un per un.
- Facilita el treball de l'operador de càmera, alliberant-lo de la càrrega de control, d'aquesta manera es pot centrar en la composició, l'enquadrament i l'enfocament de l'escena.

## Dispositius controlats
Aquest equip permet operar de manera telecomandament, diferents dispositius de la càmera, depenent del tipus d'aquesta (analògic o digital) i del model de la CCU. En qualsevol d'aquests casos es poden manipular els dispositius típics que trobem en totes les càmeres professionals:

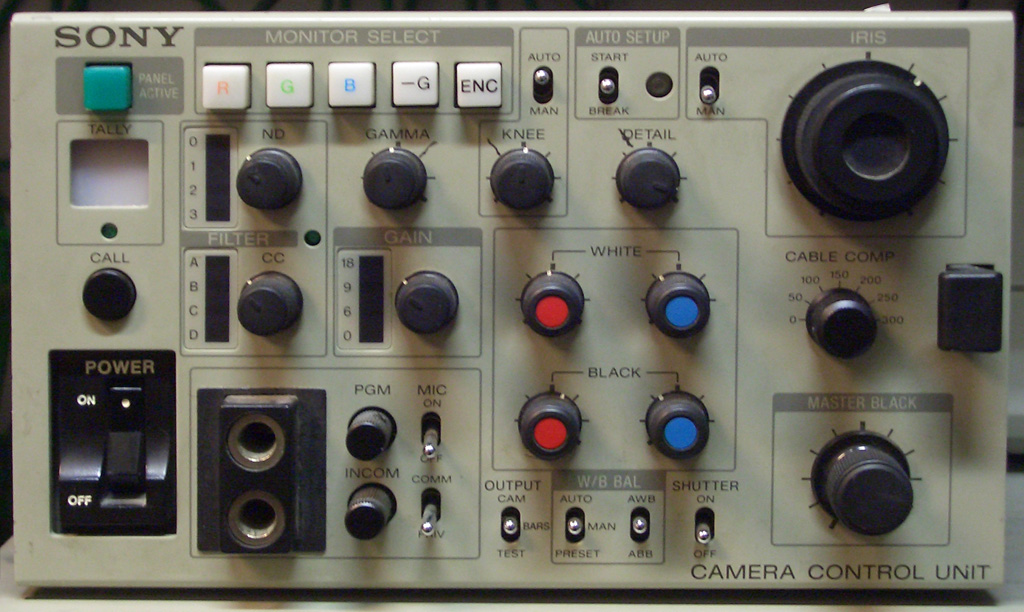
Equip CCU

- Control de selecció de l'iris (manual o automàtic)
- Control manual de l'obertura del diafragma
- Control de filtres temperatura de color
- Control del màster pedestal.
- Control del pedestal de R,G,B independent.
- Control del guany de R,G,B independent.
- Control de la guany electrònic: 0 dB, 9 dB, 18 dB.
- Generador de barres de color.
- Control del balanç de blancs i balanç de negres.
- Emmagatzematge i recuperació de memòries i settings.

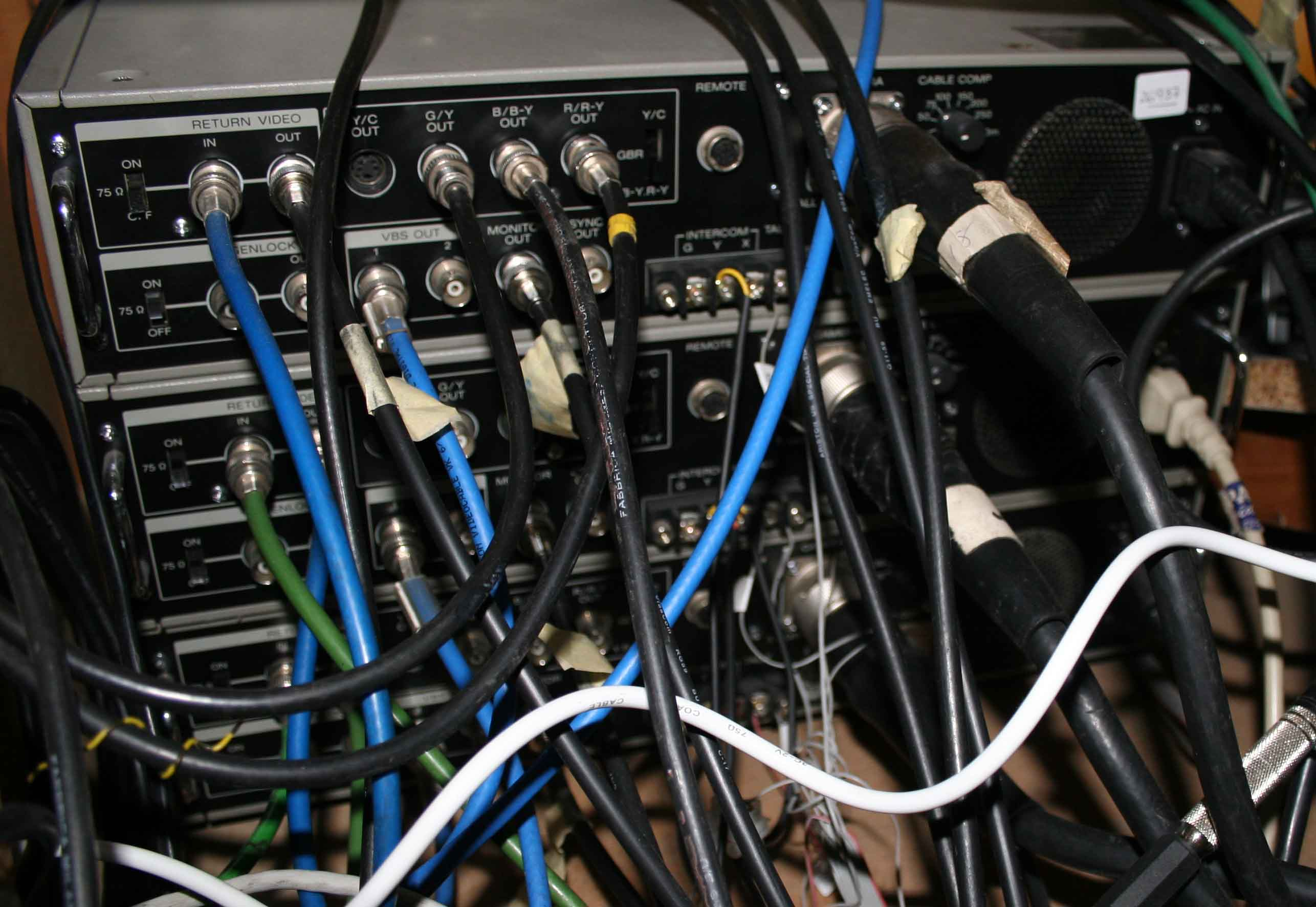
Panell de connexions d'una CCU

## Panell de connexions (general)
- Video out (compost)
- Video out (RGB)
- Microphone (out)
- Return video in (compost)
- Return video in (black burst)
- Intercom